# 姬達·費克里
姬達·費克里（阿拉伯語：غیدا فخري，1970年—）是一名黎巴嫩女记者和報導員。2006年至2013年间，她是半島電視台英語頻道的主播。新闻以外，費克里也为联合国等国际会议担任主持人。